# True Romance (album de Charli XCX)
„True Romance” este debutul album de studio a artistei britanice Charli XCX, lansat pe data de 12 aprilie 2013, de casele de discuri Asylum Records și Atlantic Records. Programată inițial pentru lansare în aprilie 2012, lansarea albumului a fost amânată pentru un an întreg și a fost în devenire de la începutul anului 2010, când sa întâlnit cu Charli producatorul Ariel Rechtshaid în Los Angeles.

## Lista pieselor
| Nr.             | Titlu                                 | Autor(i)                                           | Producer(s)               | Lungime |  |
| 1.              | „Nuclear Seasons”                     | Charlotte Aitchison Ariel Rechtshaid Justin Raisen | Rechtshaid                | 4:38    |  |
| 2.              | „You (Ha Ha Ha)”                      | Aitchison Jocke Åhlund Gold Panda                  | Åhlund Mark "Spike" Stent | 3:08    |  |
| 3.              | „Take My Hand”                        | Aitchison Rechtshaid Raisen                        | Rechtshaid                | 4:26    |  |
| 4.              | „Stay Away”                           | Aitchison Rechtshaid                               | Rechtshaid                | 3:48    |  |
| 5.              | „Set Me Free”                         | Aitchison Rechtshaid Dimitri Tikovoi               | Tikovoi Rechtshaid        | 3:53    |  |
| 6.              | „Grins”                               | Aitchison Michael Tucker                           | Blood Diamonds Dan Aslet  | 3:53    |  |
| 7.              | „So Far Away”                         | Aitchison Todd Rundgren Paul White                 | White Aslet               | 3:21    |  |
| 8.              | „Cloud Aura” (featuring Brooke Candy) | Aitchison Joseph Zucco Candy                       | J£ZUS MILLION Aslet       | 2:44    |  |
| 9.              | „What I Like”                         | Aitchison Zucco                                    | J£ZUS MILLION Aslet       | 3:02    |  |
| 10.             | „Black Roses”                         | Aitchison Rechtshaid Raisen                        | Rechtshaid                | 3:28    |  |
| 11.             | „You're the One”                      | Aitchison Patrik Berger                            | Berger Rechtshaid         | 3:15    |  |
| 12.             | „How Can I”                           | Aitchison Rechtshaid Raisen                        | Rechtshaid                | 3:55    |  |
| 13.             | „Lock You Up”                         | Aitchison Rechtshaid                               | Rechtshaid                | 3:31    |  |
| Lungime totală: | Lungime totală:                       | Lungime totală:                                    | Lungime totală:           | 47:02   |  |

| Melodii bonus de pe varianta digitală deluxe |                                                                        |         |  |
| Nr.                                          | Titlu                                                                  | Lungime |  |
| 14.                                          | „You (Ha Ha Ha)” (BURNS' Violet Cloud Version)                         | 5:04    |  |
| 15.                                          | „You're the One” (Odd Future's The Internet Remix) (featuring Mike G)) | 2:59    |  |
| 16.                                          | „You (Ha Ha Ha)” (Goldroom Remix)                                      | 6:45    |  |
| 17.                                          | „Stay Away” (T. Williams Remix)                                        | 5:18    |  |
| 18.                                          | „You're the One” (Blood Orange Remix)                                  | 4:16    |  |
| 19.                                          | „You (Ha Ha Ha)” (MS MR Remix)                                         | 3:46    |  |
| 20.                                          | „Nuclear Seasons” (Balam Acab Remix)                                   | 4:46    |  |
| 21.                                          | „You're the One” (Climbers Remix)                                      | 3:20    |  |
| 22.                                          | „Stay Away” (Salem's Angel Remix)                                      | 5:01    |  |
| 23.                                          | „Nuclear Seasons” (Hackman Remix)                                      | 4:34    |  |
| 24.                                          | „You're the One” (Loadstar Remix)                                      | 5:03    |  |
| 25.                                          | „You're the One” (St. Lucia Remix)                                     | 4:21    |  |
| 26.                                          | „You (Ha Ha Ha)” (Lindstrøm Remix) (pre-order only)                    | 7:21    |  |
| 27.                                          | „Nuclear Seasons” (Night Plane Remix) (pre-order only)                 | 4:44    |  |
| 28.                                          | „You (Ha Ha Ha)” (Melé Remix) (pre-order only)                         | 3:59    |  |
| 29.                                          | „You're the One” (Deadboy Remix) (pre-order only)                      | 5:12    |  |
| Lungime totală:                              | Lungime totală:                                                        | 2:06:31 |  |

| CD Bonus |                                       |         |  |
| Nr.      | Titlu                                 | Lungime |  |
| 1.       | „You (Ha Ha Ha)” (Melé Remix)         | 3:59    |  |
| 2.       | „You (Ha Ha Ha)” (Lindstrøm Remix)    | 7:21    |  |
| 3.       | „You're the One” (Deadboy Remix)      | 5:12    |  |
| 4.       | „Nuclear Seasons” (Night Plane Remix) | 4:44    |  |

## Clasamente
| Clasament (2013)                                | Poziție maximă |
| ----------------------------------------------- | -------------- |
| Australia (ARIA)                                | 11             |
| Regatul Unit (Albums Chart)                     | 85             |
| Statele Unite ale Americii (Heatseekers Albums) | 5              |